# Blu Mankuma
James Michael George Mankuma (Seattle, 5 luglio 1948) è un attore statunitense naturalizzato canadese.
Ha lavorato principalmente al doppiaggio nelle varie serie dei Transformers.

## Biografia

### Vita privata
Ha due figli, Rene e Cusee, anche loro attori.

## Filmografia parziale

### Cinema
- Stepfather - Il patrigno (1987)
- Alterazione genetica (1988)
- Sulle tracce dell'assassino (1988)
- Senti chi parla (1989)
- La casa Russia (1990)
- Uomini al passo (1990)
- Occhio al testimone (1992)
- Scacco mortale (1992)
- Che fine ha fatto Santa Clause? (The Santa Clause 2), regia di Michael Lembeck (2002)
- Un poliziotto a 4 zampe 3 (2002)
- The Final Cut, regia di Omar Naim (2004)
- Il sogno di Jerome (2006)
- 2012 (2009)
- The Final Storm (2010)
- Upside Down (2012)

### Televisione
- Crimini misteriosi – serie TV, 1 episodio (1989)
- MacGyver – serie TV, 3 episodi (1989-1991)
- X-Files (The X Files) – serie TV, episodi 1x07-5x16 (1993, 1998)
- Robocop – serie TV, 20 episodi (1994)
- Forever Knight – serie TV, 22 episodi (1995-1996)
- Creatura – miniserie TV (1998)
- Trappola in rete (Every Mother's Worst Fear), regia di Bill L. Norton – film TV (1998)
- Atomic Train - Disastro ad alta velocità – miniserie TV (1999)
- Da Vinci's Inquest – serie TV, 2 episodi (1999)
- Relic Hunter – serie TV, episodio 2x01 (2000)
- G-Saviour – film TV (2000)
- Halloweentown II - La vendetta di Kalabar (Halloweentown II: Kalabar's Revenge), regia di Mary Lambert – film TV (2001)
- Stargate SG-1 – serie TV, 1 episodio (2002)
- The Dead Zone – serie TV, 1 episodio (2002)
- Dead Like Me – serie TV, 1 episodio (2003)
- Andromeda – serie TV, 1 episodio (2004)
- Supernatural – serie TV, 1 episodio (2006)
- Ritorno al mondo di Oz (Tin Man) – miniserie TV (2007)
- Smallville – serie TV, 1 episodio (2010)
- Fringe – serie TV, episodio 4x11 (2012)

## Doppiatori italiani
Nelle versioni in italiano delle opere in cui ha recitato, Blu Mankuma è stato doppiato da:
- Diego Reggente in Alterazione genetica, X-Files (ep. 1x07), Creatura, Supernatural
- Angelo Nicotra in Ritorno al mondo di Oz, Fringe
- Massimo Corvo in Quell'angolo della strada, Upside Down
- Paolo Buglioni in X-Files (ep. 5x16)
- Mario Cordova in Robocop
- Pietro Biondi in Un bambino in trappola
- Alessandro Rossi in Stargate SG-1
- Tony Fuochi in Un poliziotto a 4 zampe 3
- Sergio Tedesco in Relic Hunter
- Renato Mori in 2012
- Claudio Fattoretto in Scacco mortale
- Bruno Alessandro in Smallville

Da doppiatore è sostituito da:
- Roberto Draghetti in Cheerleaders - La supersquadra
- Domenico Maugeri in Barbie Fairytopia - Mermaidia
- Mario Scarabelli in My Little Pony - L'amicizia è magica